# دومبگیهاز
دومب‌ادْیْهاز (به مجاری:  Dombegyház) یک منطقهٔ مسکونی در مجارستان است که در ناحیه مزوکواچ‌هازا واقع شده‌است. دومب‌ادیهاز ۵۷٫۹۶ کیلومتر مربع مساحت و ۲٬۴۳۱ نفر جمعیت دارد.